# La família de Felip V (Ranc)
La família de Felip V és un quadre de Jean Ranc, pintat en 1723 a manera de «peça de conversa», que representa el rei Felip V d'Espanya amb la seva família. Es conserva en el Museu del Prado.

## Anàlisi
És un esbós per a un quadre de grandària major, que finalment no va arribar a acabar-se i que es va cremar en l'Alcàsser de Madrid en 1734. Així i tot, Ranc aconsegueix guanyar-se el favor dels reis i convertir-se en el retratista per excel·lència de la cort, a l'estil de Jacint Rigau-Ros i Serra.
En el quadre apareixen, a més del rei, la seva segona esposa, Isabel Farnese, asseguda. Dempeus estan l'infant Fernando i el príncep Lluis, fills del primer matrimoni del rei amb Maria Lluïsa de Savoia. Al costat de la seva mare apareixen els infants Felip –encara en faldilles– i Carles III d'Espanya, qui assenyala un retrat ovalat amb la figura de Mariana Victoria de Borbó, promesa de Lluís XV de França. Al fons es troben una criada i un eclesiàstic.